# James Berwick
James Berwick est un acteur Irlandais né le 6 juillet 1929 à Dublin (Irlande), décédé le 17 août 2000 à Londres (Royaume-Uni).

## Filmographie
- 1966 : Gros coup à Dodge City (A Big Hand for the Little Lady) de Fielder Cook : Sam Rhine
- 1970 : Wuthering Heights
- 1972 : Fear Is the Key
- 1972 : Jeanne, papesse du diable (Pope Joan)
- 1973 : Applause (téléfilm) : Stan
- 1974 : Mousey (téléfilm) : Headmaster
- 1974 : The Great Gatsby (The Great Gatsby) : Reverend
- 1974 : No, Honestly (en) (série télévisée) : Lord Burrell
- 1975 : Edward the King (feuilleton TV) : Sir John Fisher
- 1977 : Valentino
- 1977 : Drôles de manières (Nasty Habits)
- 1978 : The Limbo Connection (téléfilm) : Col. Forde
- 1978 : Pinocchio (série télévisée) : Cricket (voix)
- 1960 : Coronation Street (série télévisée) : Ralph Curtis (1978)
- 1981 : Outland ...loin de la terre (Outland) : Rudd
- 1982 : Joyce in June (téléfilm) : Louis Werner
- 1982 : Gulliver in Lilliput (téléfilm) : Limtoc
- 1986 : The December Rose (feuilleton TV) : Landlord